# Franz Xaver Neruda
Pour les articles homonymes, voir Neruda.

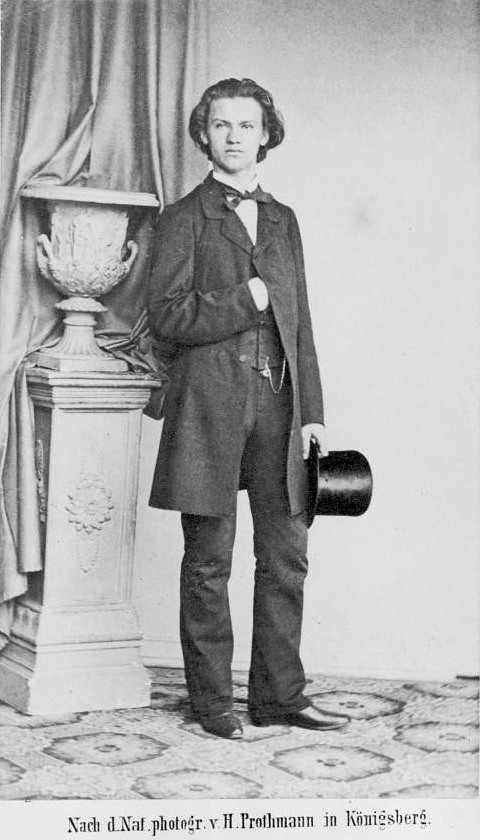
Franz Xaver Neruda photographié par H. Prothmann.

Franz Xaver Neruda (né le 3 décembre 1843 à Brünn, Autriche-Hongrie; mort le 19 mars 1915  à Copenhague) est un violoncelliste et compositeur danois originaire de Moravie.

## Biographie
Franz Xaver Neruda naît à Brünn (Brno) dans une famille de musiciens. Il est le cinquième enfant de l'organiste de la cathédrale de Brünn, Josef Neruda. Il grandit à Vienne  et apprend le violon avec son père à partir de 1852 et après la mort de son frère Viktor, qui jouait du violoncelle, il se met à jouer de cet instrument. Avec son père et les quatre enfants de ce dernier, ils parcourent l'Europe dans des concerts de leur « quartet Neruda »; il joue aussi en solo. En 1859, il étudie le violoncelle pendant six mois auprès d'Adrien-François Servais.
Par la suite, Neruda devient membre de la chapelle royale de Copenhague. Le 3  décembre 1868, il y fonde un groupe de musique de chambre et l'année suivante il est nommé musicien de l'ensemble de la musique de chambre royale. Il épouse en 1869 la ballerine Camilla Cetti. Après des engagements à Londres et à Manchester, il retourne à Copenhague et Anton Rubinstein l'engage  pour succéder à Karl Davydov comme professeur de violoncelle au conservatoire de Saint-Pétersbourg. En 1891, il est nommé chef d'orchestre de la Société musicale de Stockholm, puis en 1892 chef d'orchestre de la Société musicale de Copenhague, succédant à Niels Wilhelm Gade. En 1893, il et professeur de violoncelle au conservatoire royal de Copenhague. Après sa mort, Carl Nielsen lui succède comme chef d'orchestre de la Société musicale de Copenhague et compose en son hommage un prologue intitulé In memoriam Franz Neruda.
Sa sœur, Wilma Neruda, était une violoniste fameuse et son autre sœur, Maria Neruda, également violoniste, épousa le chanteur et compositeur Fritz Arlberg.

## Source de la traduction
- (en) Cet article est partiellement ou en totalité issu de l’article de Wikipédia en anglais intitulé « Franz Xaver Neruda » (voir la liste des auteurs).